# Geotrechus
Geotrechus is een geslacht van kevers uit de familie van de loopkevers (Carabidae). De wetenschappelijke naam van het geslacht is voor het eerst geldig gepubliceerd in 1919 door Jeannel.

## Soorten
Het geslacht Geotrechus omvat de volgende soorten:
- Geotrechus aldensis Jeannel, 1955
- Geotrechus andreae Jeannel, 1920
- Geotrechus debilis Caiffait, 1958
- Geotrechus dequaei Dupre, 1988
- Geotrechus discontignyi Fairmaire, 1867
- Geotrechus dumonti Espanol, 1977
- Geotrechus gallicus Delarouzee, 1857
- Geotrechus holcartensis Genest, 1977
- Geotrechus jeanneli A. Gaudin, 1938
- Geotrechus orcinus Linder, 1859
- Geotrechus orpheus Dieck, 1869
- Geotrechus palei Foures, 1962
- Geotrechus picanyoli Espanol et Escala, 1983
- Geotrechus puigmalensis Lagar Mascaró, 1981
- Geotrechus saulcyi Argad-Vallan, 1913
- Geotrechus seijasi Espanol, 1969
- Geotrechus serrulatus Jeannel, 1946
- Geotrechus soussieuxi Perreau et Queinnec, 1987
- Geotrechus sulcatus Coiffait, 1959
- Geotrechus trophonius Abeille de Perrin, 1872
- Geotrechus ubachi Espanol, 1965
- Geotrechus vandeli Coiffait, 1959
- Geotrechus vanderberghi Perreau et Quinnec, 1987
- Geotrechus vulcanus Abeille de Perrin, 1904